# Soldat blau
Soldat blau (títol original en anglès: Soldier Blue) és una pel·lícula estatunidenca dirigida per Ralph Nelson, estrenada el 1970. Ha estat doblada al català.

## Argument
Una columna de l'exèrcit americà que escorta un important comboi de fons és atacada pels xeienes. La batalla esdevé una massacre: els militars són despietadament exterminats. Només sobreviuen un jove soldat acabat d'incorporar, Honus Gent, i Cresta Maribel Lee, abans presonera dels Cheyennes, que és alliberada pel cap de la tribu (que la tenia presa com a dona), amb l'objectiu de reunir-se amb el seu promès, un oficial d'estat major.
La parella decideix arribar a Fort Reunion, però per això ha de travessar una comarca salvatge i hostil. Honus Gent es mostra poc experimentat i maldestre, mentre la jove li ensenya el saber que té dels indis i li explica sense èxit que l'atac de la comitiva militar era un acte de defensa contra el genocidi del qual els xeienes són víctimes des de fa almenys dos anys (època de la seva arribada a la tribu); a més els indis necessiten l'or escortat per comprar armes. Al final de les seves peripècies, Honus Gent descobreix la legitimitat de les paraules de Cresta: la massacre ignominiosa del poble indi on havia viscut Cresta amb el seu marit cheyenne per l'exèrcit americà.
La pel·lícula recull la història de la massacre de Sand Creek, Colorado, el 29 de novembre 1864, per set-cents homes de la Cavalleria de Colorado. Els soldats van assassinar moltes dones i nens, van tallar un centenar de cabelleres i van cometre de nombroses violacions i mutilacions.
La violència insostenible de certes escenes caracteritza aquesta pel·lícula (prohibida als menors de 13 anys) on, per primera vegada, la cavalleria americana hi és mostrada, no com un exèrcit d'herois, sinó com una colla de bàrbars cruels, covards i sanguinaris. El to violentament antibel·licista de la pel·lícula s'inscriu a més a més en un context on la guerra del Vietnam, viscuda diàriament a través dels reportatges televisats, provoca vives discussions al sí de l'opinió pública americana (Massacre de My Lai).

## Repartiment
- Candice Bergen: Cresta Maribel Lee
- Peter Strauss: Honus Gent
- Donald Pleasence: Isaac Q. Cumber
- John Anderson: Coronel Iverson (àlies coronel John Chivington a la història)
- Jorge Rivero: Spotted Wolf
- Dana Elcar: Capità Battles
- Bob Carraway: Tinent McNair
- Martin West: Tinent Spingarn
- James Hampton: Soldat ras Menzies
- Mort Mills: Sergent O'Hearn
- Jorge Russek: Running Fox
- Aurora Clavel: India (amb el nom d'Aurora Clavell)
- Ralph Nelson: Agent Long (amb el nom d'Alf Elson)
- Marco Antonio Arzate: Guerrer Kiowa
- Ron Fletcher: Tinent Mitchell (no surt als crèdits)
- Conrad Hool: Tinent (no surt als crèdits)
- Lance Hool: Guardia (no surt als crèdits)
- Barbara Turner: Mrs. Long (no surt als crèdits)